# کاروانسرای آیراندیبی
بقایای کاروانسرای آیراندیبی مربوط به دوره صفوی است و در جاده مرند جلفا، سه راهی روستای میابهرزند واقع شده و این اثر در تاریخ ۱۱ مرداد ۱۳۸۴ با شمارهٔ ثبت ۱۲۴۴۵ به‌عنوان یکی از آثار ملی ایران به ثبت رسیده است.